# Z 37
Der Zerstörer Z 37 wurde im Zweiten Weltkrieg als Typ 1936A (Mob) der deutschen Kriegsmarine gebaut.

## Bau
Die Auftragsvergabe für den Zerstörer erfolgte am 19. September 1939. Die Kiellegung fand im Laufe des Jahres 1940 auf der Germania-Werft in Kiel statt. Der Stapellauf war am 24. Februar 1941. Nach dem Stapellauf ergaben sich lange Bauverzögerungen durch Mangel an Baumaterial, wichtigeren Arbeiten der Werft und Abkommandierung von Werftpersonal nach Norwegen.

## Einsatzgeschichte
Z 37 wurde am 16. Juli 1942 in Dienst gestellt. Nach der Indienststellung, während der Fahrt von der Werft in Kiel zum Ausbildungsstützpunkt in Swinemünde, kollidierte Z 37 mit einem Frachter und musste für Reparaturarbeiten zurück in die Werft.
Im Dezember 1942 wurde Z 37 kriegsbereit. Im Januar/Februar 1943 war der Zerstörer kurzzeitig in Nordnorwegen, wurde dann aber nach Frankreich beordert. Von Kiel aus ging Z 37 mit Z 32 am 3. März 1943 auf den Marsch nach Frankreich. Am 6. März beschädigte der Zerstörer bei einer Grundberührung in Le Havre seinen Steuerbord-Propeller. Am 18. März wurden die Reparaturarbeiten beendet.
Seit März 1943 und im April geleitete Z 37 ein- und ausfahrende U-Boote. Der Zerstörer war auch bei der deutschen Kriegsschiffgruppe die Um den 10. April 1943 erfolglos versuchte den italienischen Blockadebrecher Himalaya zum Durchbruch in den offenen Atlantik zu verhelfen.
Ende Dezember 1943 gehörte Z 37 zu der deutschen Kriegsschiffgruppe aus Torpedobooten und Zerstörern zur Einbringung des aus Japan kommenden Blockadebrechers Osorno nach Bordeaux an.
Während des Gefechtes zwischen deutschen Torpedobooten und Zerstörern und den britischen Leichten Kreuzern Glasgow und Enterprise am 28. Dezember 1943 im Atlantik schoss Z 37 vier Torpedos auf die britischen Einheiten ab ohne einen Treffer zu erzielen.
Am 29. Januar 1944, während einer Manöverübung vor Bordeaux mit Z 23 und Z 32, kollidierte Z 37 mit Z 32, wobei auf Z 37 ein Torpedosprengkopf explodierte und ein Feuer entfachte, welches auch die 3,7-cm-Flak-Bereitschaftsmunition zur Explosion brachte, und das Schiff schwer beschädigte, einschließlich von Wassereinbrüchen. Z 23 schleppte Z 37 nach Bordeaux ein, wo der Zerstörer wegen der Wassereinbrüche schon eine starke Schlagseite nach Steuerbord zeigte. Es wurde entschieden, dass die Reparatur des Zerstörers zu aufwendig sein würde und stattdessen wurden die 15 cm-Geschütze des Zerstörers zur Verstärkung des Küstenschutzes an der Gironde-Mündung aufgestellt.

## Ende
Am 24. August 1944 wurde Z 37 kurz vor dem Eintreffen der alliierten Truppen in Bordeaux außer Dienst gestellt. Ihre Maschinenanlage wurde von der Besatzung unbrauchbar gemacht. Die Schiffsbesatzung wurde zum Marinebataillon Narvik und als Infanterieeinheit der Kriegsmarine in der Festung Gironde eingesetzt.
Z 37 wurde 1949 verschrottet.

## Kommandanten
- 16. Juli 1942 bis Januar 1944: Korvettenkapitän Georg Langheld
- 15. Oktober 1943 bis Januar 1944 mit der Wahrnehmung der Geschäfte beauftragt: Korvettenkapitän Helmut von Mantey
- unbekannt
- von Juni 1944 bis zur außer Dienststellung: Fregattenkapitän Otto Heppe